# Diouman
Diouman est une commune rurale du Mali de l'arrondissement de Marka-Coungo, dans le cercle de Fana et la région de Dioïla.

## Villages
La commune s'étend sur 4 villages relevés lors du recensement général de 2009.
- Diuomanzana (11 154 habitants) ;
- Toukoro (4 783 habitants) ;
- Wodougou (2 156 habitants)
- Kokoundian (520 habitants).